# Ponte de Pedra (Escópia)
A Ponte de Pedra de Escópia, ou a Ponte do Imperador Dusan (Камен Мост em macedônio, Dušanov principalmente em sérvio), é uma ponte em forma de arco de alvenaria que atravessa o rio Vardar, em Escópia, capital da Macedônia. Ela é reservada para os pedestres e é muito utilizada por sua localização no centro da cidade, ligando a praça da Macedônia à praça da Revolta de Karpoš, os dois pontos mais importantes da cidade.
A ponte, construída no século XV pelos otomanos, tornou-se o símbolo da cidade: aparece, por exemplo, em seu brasão de armas ao lado da fortaleza. A ponte adquiriu esse status de símbolo não apenas pelo seu valor histórico, mas também porque conecta duas partes muito diferentes da cidade, o norte predominantemente albanês e o sul predominantemente macedônio. Os dois bancos também são muito diferentes arquitetonicamente, porque o Norte, onde fica o antigo bazar, é antigo, e o Sul, onde estão concentradas as lojas e os centros de negócios, é moderno. É, portanto, o elo entre as duas principais comunidades étnicas da cidade, bem como entre seu passado e seu futuro.

## História

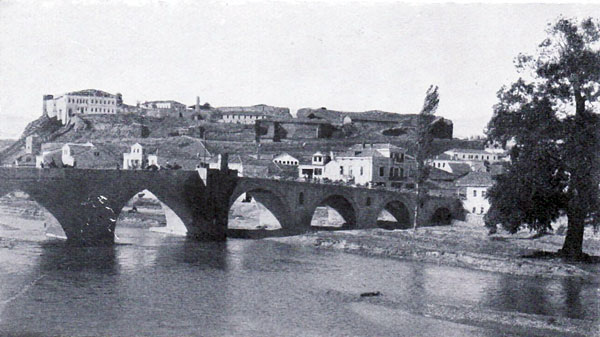
A ponte em 1913.

A ponte foi construída pelo imperador sérvio Dušan Silni em 1346. De acordo com outra versão, a Ponte de Pedra é mencionada pela primeira vez em documentos que a ligam aos reinados dos sultões Maomé II e Murade II, que governaram o Império Otomano de 1421 a 1481. Algumas fontes, muitas, mas improváveis, remontam a sua construção à ocupação romana · .
A ponte testemunhou episódios importantes na história da Macedônia, como em 1689, quando o haiduque Pedro Karpoš, responsável por uma insurreição contra os turcos, foi empalado e jogado na água.
A ponte foi reparada frequentemente sobre os séculos; sofreu várias inundações do Vardar e quatro de seus pilares foram destruídos ou gravemente danificados durante o terremoto de 1555. Em 1909, o sultão Maomé V ordenou ainda a ampliação. As bordas de pedra foram destruídas e os corredores construídos em suportes de ferro. Sua largura, portanto, passou de 6,33 para 9,80 metros.
No final da Segunda Guerra Mundial, em 1944, os nazistas instalaram dinamite na ponte, mas durante a Libertação, os combatentes da resistência conseguiram remover os explosivos e salvar o monumento.
Em 1992, a ponte foi completamente restaurada e os corredores do console de 1909 foram removidos, permitindo que a ponte recuperasse sua largura original.

## Arquitetura

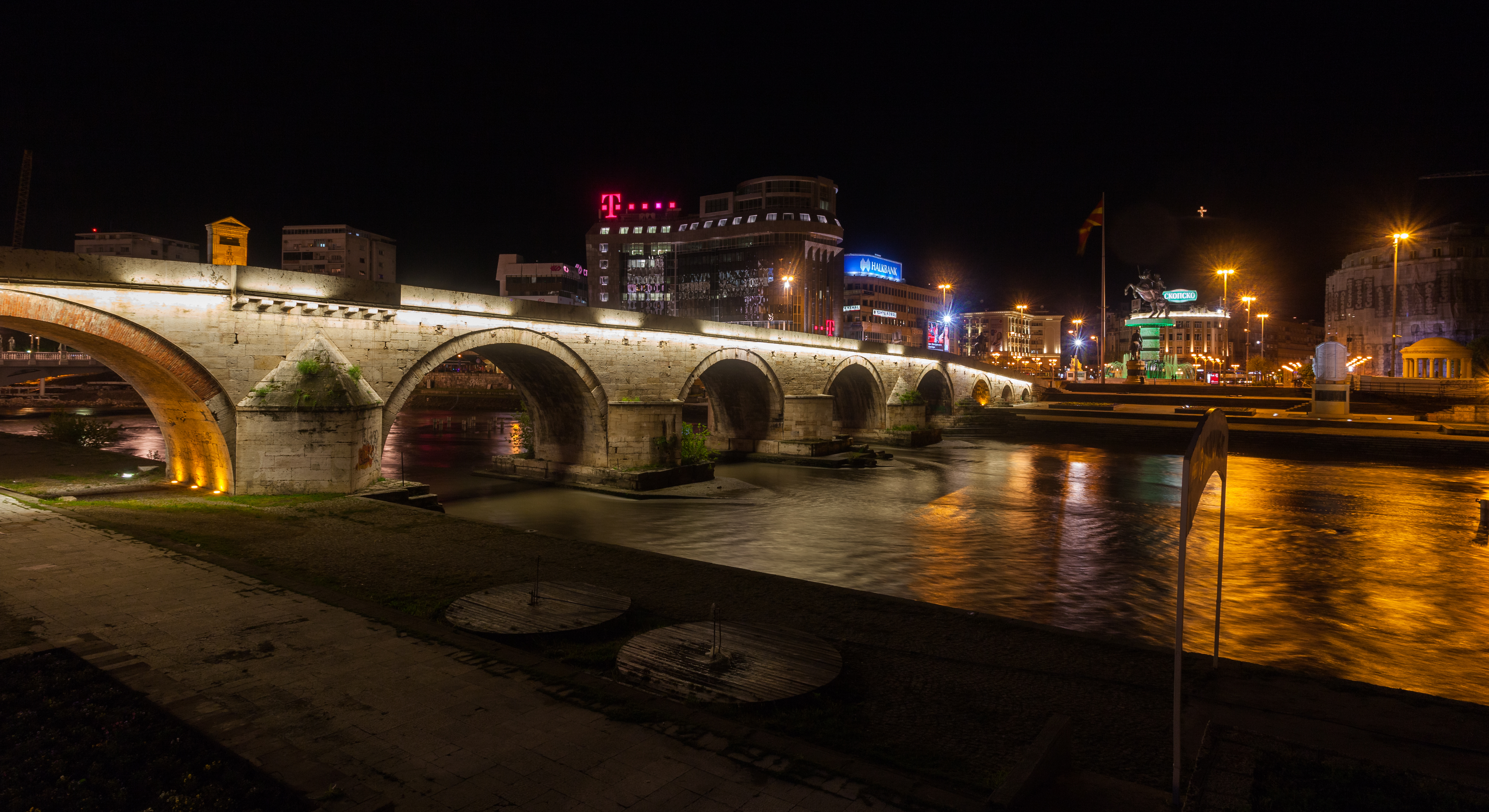
Visão noturna.

A ponte é construída de blocos de pedras cortadas em alvenaria, formando treze arcos apoiados em pilares maciços. Seu comprimento é de 213,85 m e sua largura é de 6,33 metros. Os blocos foram montados com elementos de ferro, e reforçados com chumbo, pedras cortadas e argamassa aplicadas dentro dos pilares.
O pilar central é encimado por uma torre de vigia recentemente reconstruída. Este contém um mirabe, e o pilar originalmente continha peças destinadas a reduzir o peso sobre ele e que servia como refúgio.

## Galeria

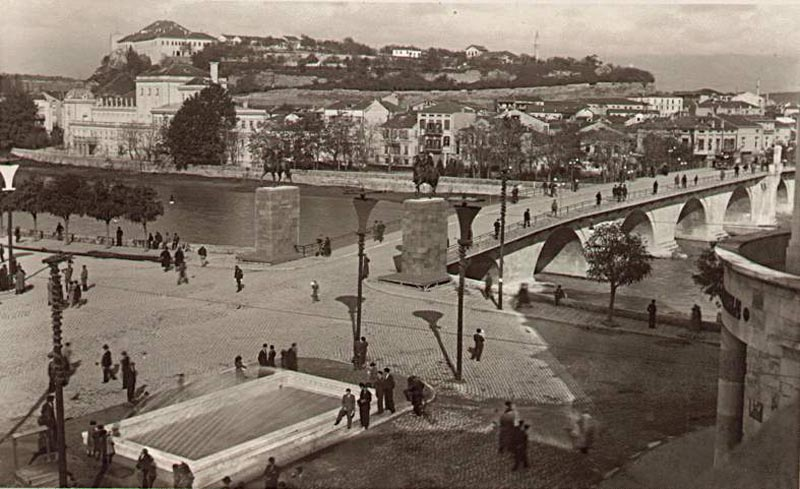
A ponte no início do século XX.
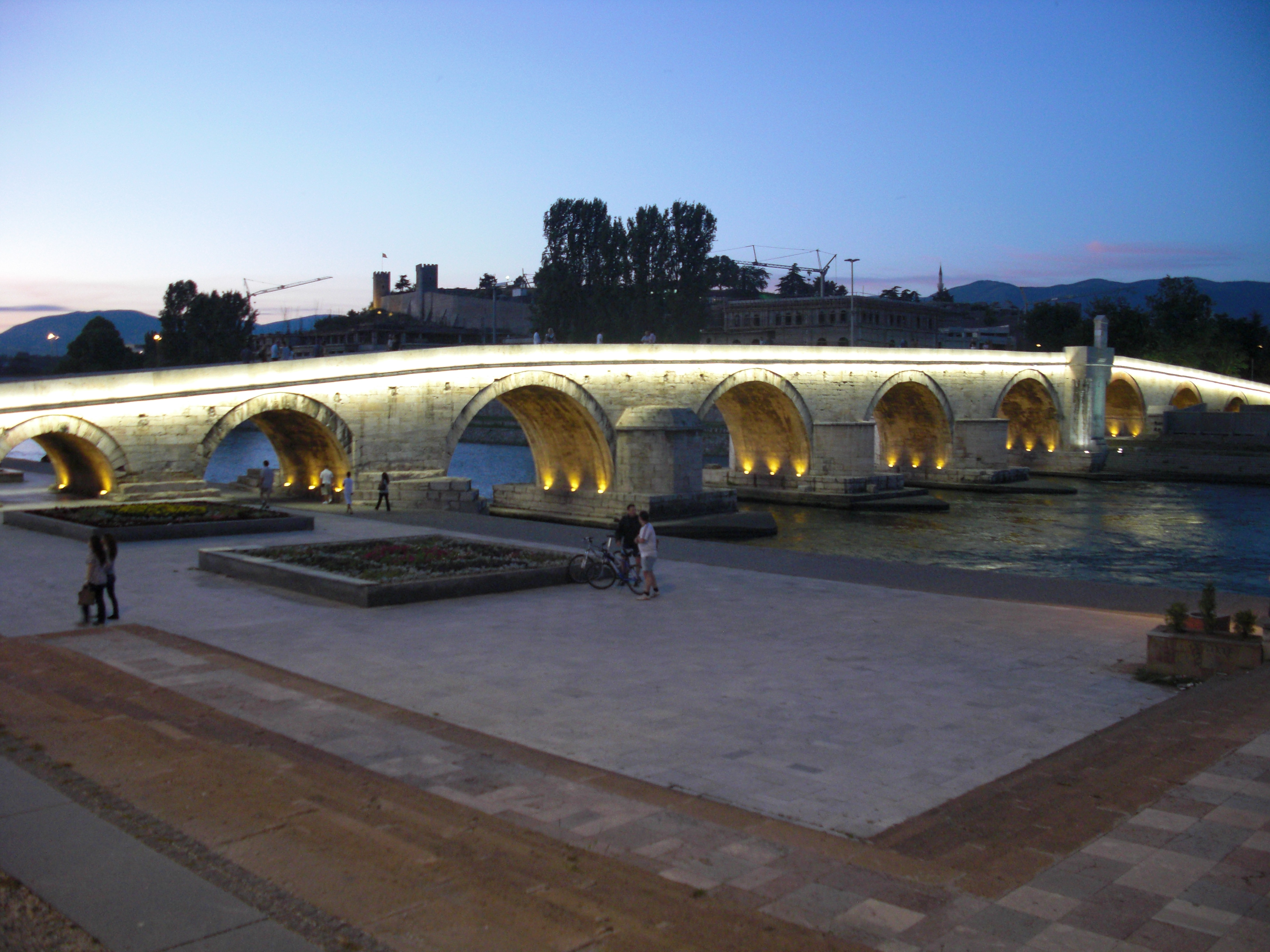
Vista noturna
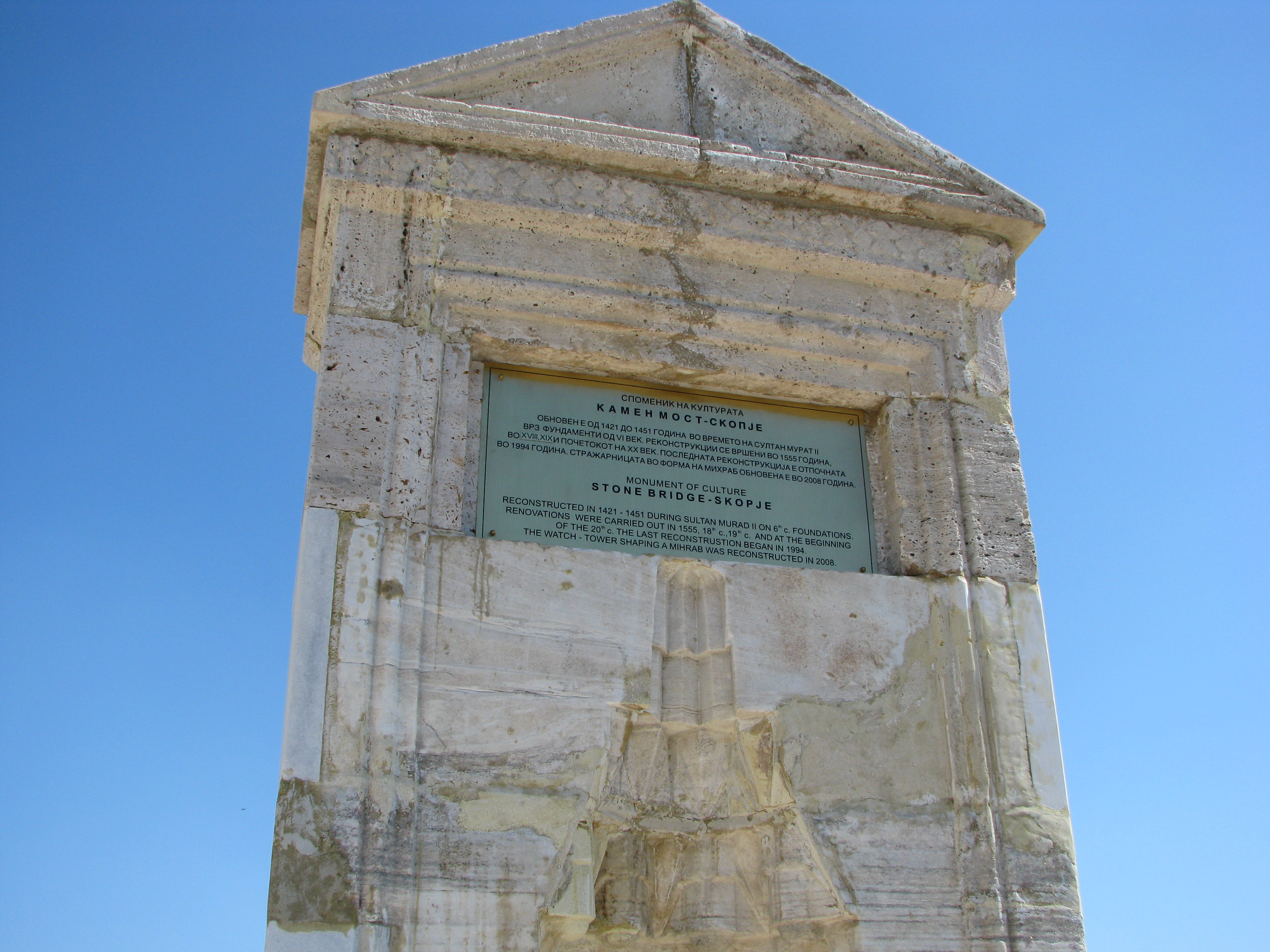
O mirabe
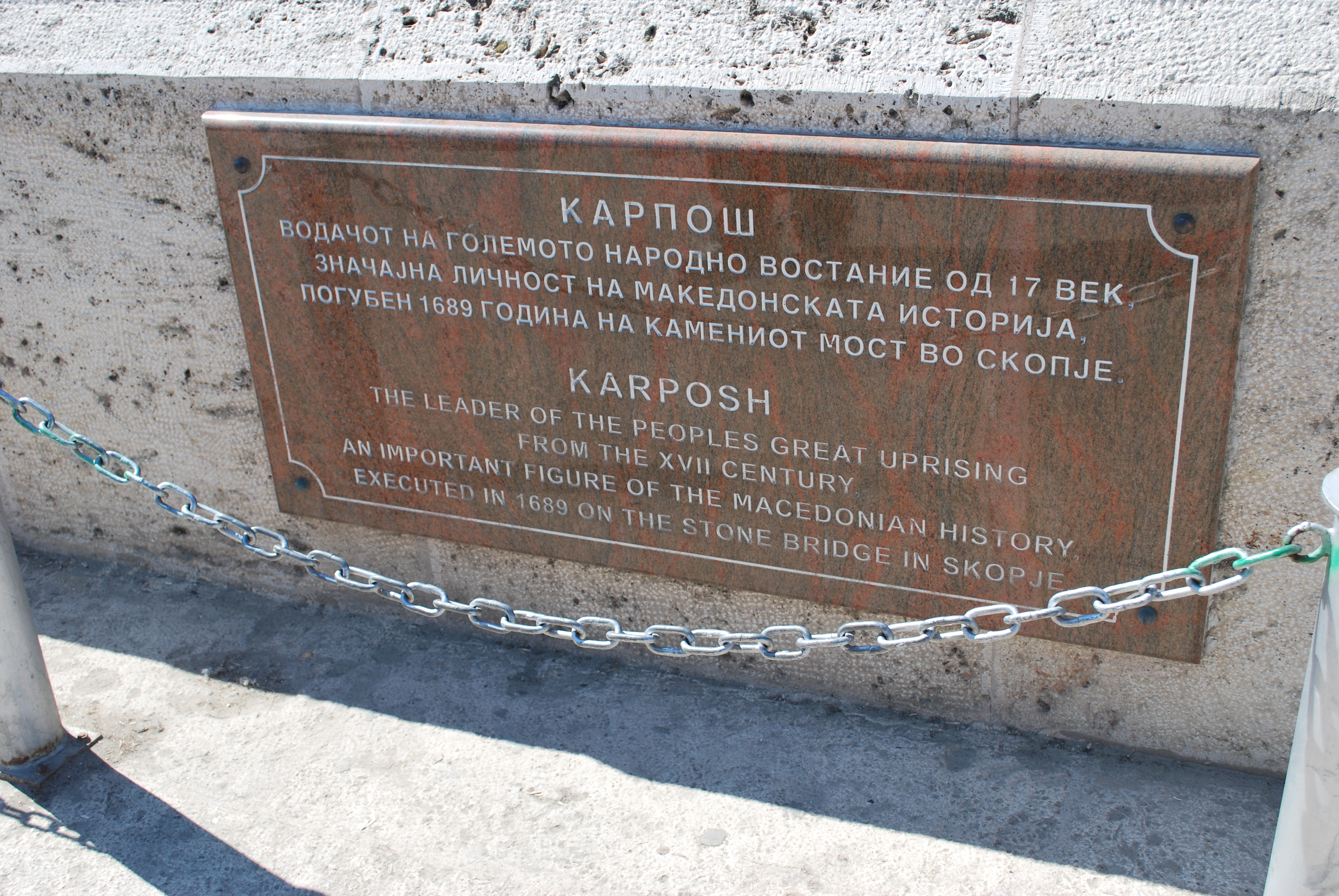
Placa comemorativa da execução de Pedro Karpoš.
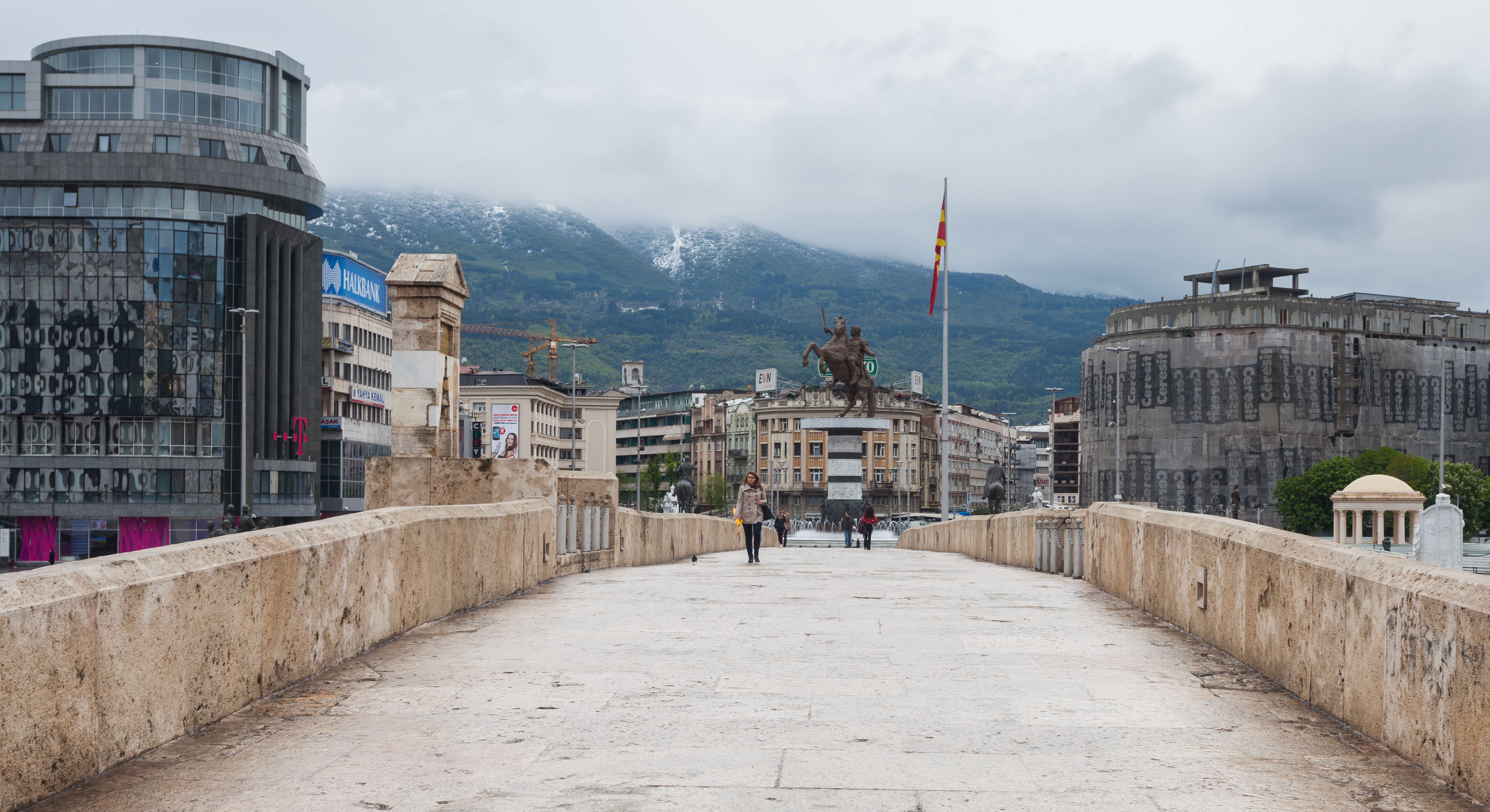
Praça da Macedônia vista da Ponte de Pedra
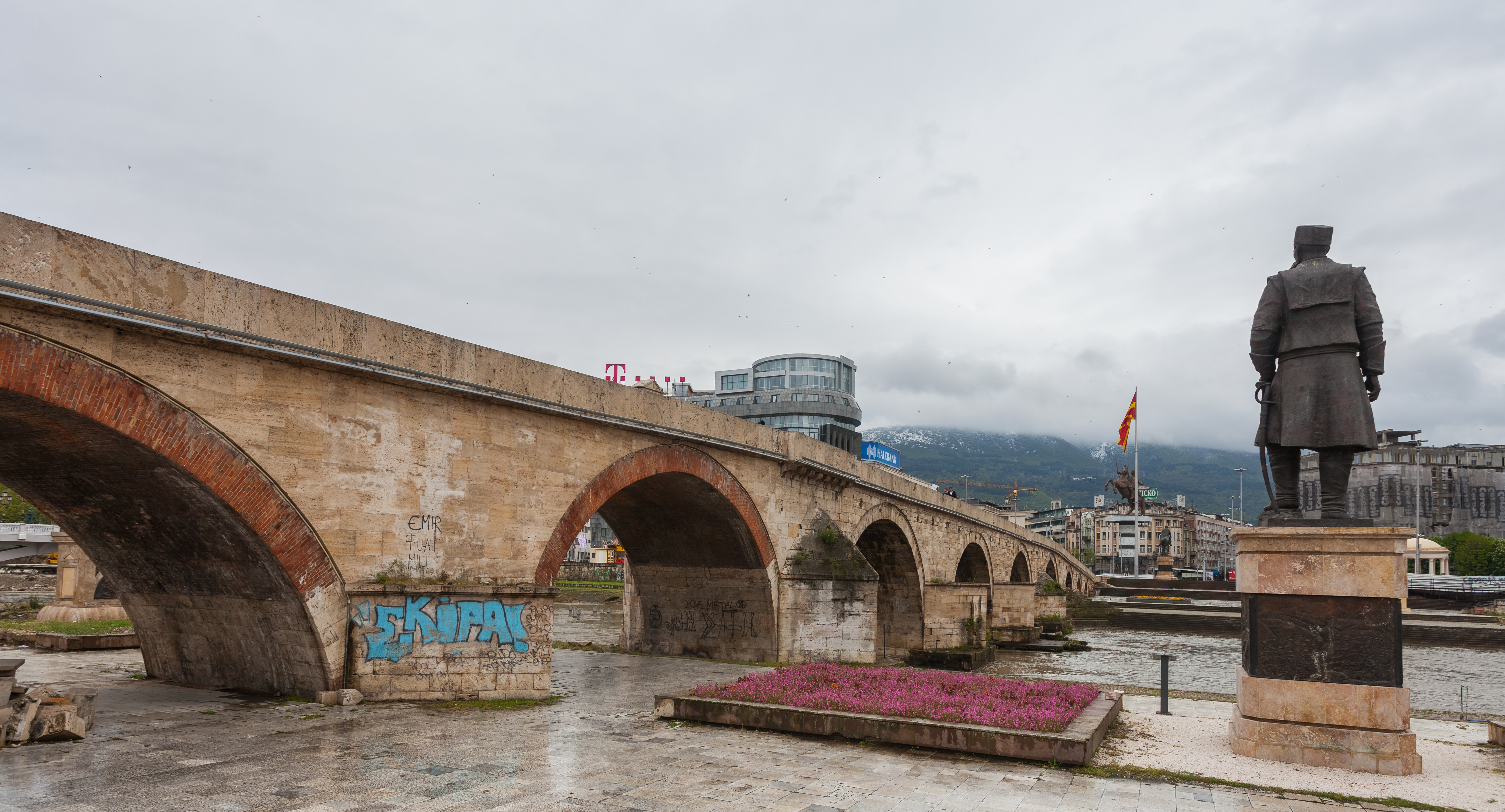
Vista lateral